# Exorista fuscipennis
Exorista fuscipennis är en tvåvingeart som först beskrevs av Baranov 1932.  Exorista fuscipennis ingår i släktet Exorista och familjen parasitflugor.
Artens utbredningsområde är Taiwan. Inga underarter finns listade i Catalogue of Life.